# 隋煬帝墓
隋炀帝墓位于江苏省扬州市邗江区西湖街道，是隋炀帝和萧皇后的墓。隋朝大业十四年（618年），隋炀帝在江都宫死于宇文化及发动的兵变。最初，萧皇后将丈夫安葬于江都宫流珠堂，后有迁葬。由于历史变迁，所在不详，今全国多地有隋炀帝墓。清朝嘉庆年间，大学士阮元在今邗江区槐泗镇槐二村捐建隋炀帝墓。2012年年底，在扬州市邗江区西湖镇（今西湖街道）司徒村曹庄发现一处两座砖室墓组成的古墓葬。2013年年初，对墓葬进行考古发掘，称曹庄隋唐墓。其后，国家文物局认定此处墓葬为隋炀帝和萧皇后的合葬墓。该考古发现被评为当年的全国十大考古新发现。2019年，以隋炀帝墓之名列为第八批全国重点文物保护单位。

## 發掘
2012年12月19日，扬州市文物考古研究所工作人员在跟踪、调查西湖镇（今西湖街道）司徒村曹庄的中星海上紫郡房地产建设项目时，发现古代青砖。文物部门立即通知项目方停工、保护现场。此时，“墓葬已被破坏得有些严重”，初称曹庄隋唐墓。
2013年3月，时任扬州市文物考古研究所所长束家平带领考古队，对曹庄隋唐墓进行发掘。两座砖制墓室编号2013YCM1、M2。4月，考古队打开墓室。4月中旬，在M1中刻有"隨故煬帝墓誌”和“大业十四年”的残缺石灰岩墓志出土后，国家文物局立即组织召开专家会议，对墓葬性质进行了初步认定，并由南京博物院、扬州市文物考古研究所、苏州市文物考古硏究所组成扬州曹庄隋唐墓葬联合考古队开展考古工作。
M1中墓主人仅剩两颗牙齿，经鉴定牙齿损耗度判断墓主人年龄为50余岁，与隋炀帝逝世年龄高度吻合，同时在墓里又出土了一套完整帝王规格的十三环蹀躞带，专家便确定M1的主人是隋炀帝。M2中虽然没有出土有关墓主人的身份信息，但里面的随葬品众多且高贵，墓主人的尸骸保存较好。经推断墓主人为大于56岁的女性，与隋炀帝皇后萧氏的年龄相仿。同时考古人员发现萧后去世时隋炀帝已经死了29年，而唐太宗则复其位，以皇后之礼与隋炀帝合葬，同时在土层研究方面发现萧后的陵墓是在隋炀帝墓的基础上把炀帝陵的封土挖开后于东南方再建的。种种迹象和文献资料确认曹庄隋唐墓为隋炀帝和萧后的最终埋葬之地。
2013年12月，在中国社会科学院主办的“第十三届中国社会科学院考古学论坛”评选中，曹庄隋炀帝墓入选2013年度“中国六大考古新发现”。考古发掘单位的相关文章认为，隋炀帝墓的发现印证了史料，丰富了扬州城遗址的内涵，对于扬州文化遗产保护利用、大运河申遗具有积极的推动作用。

## 建筑格局

隋煬帝墓出土的江都宫遺址城牆磚

2013年后的考古发掘中，没有发现陵垣、神道、兆沟等皇家陵园建筑迹象，也没有发现与M1、M2同时代的墓葬。后来的考证，1980年代当地居民在隋炀帝墓附近建房，曾在主墓室中心上方挖过一个粪坑，底部距离墓室仅半米。
隋炀帝墓为方形砖室墓，由主墓室、东西耳室、甬道、墓道五部分组成；墓葬通长24.48米，东西连耳室宽8.22米，残高2.76米。墓室用砖与隋代江都宫城用砖一致。隋炀帝墓主墓室长3.92米、宽3.84米。
萧后墓由墓道、甬道、主墓室、东耳室、西耳室五部分组成。墓道结构特殊，墓壁间隔以砖墙，类似北方地区同时期的墓道天井结构。墓葬通长13.67米、宽5.9米，墓室长5.97米，残高1.6米，主墓室为腰鼓形。主墓室倒塌淤积土中发现少量的龙纹砖与莲瓣纹砖。

## 出土文物

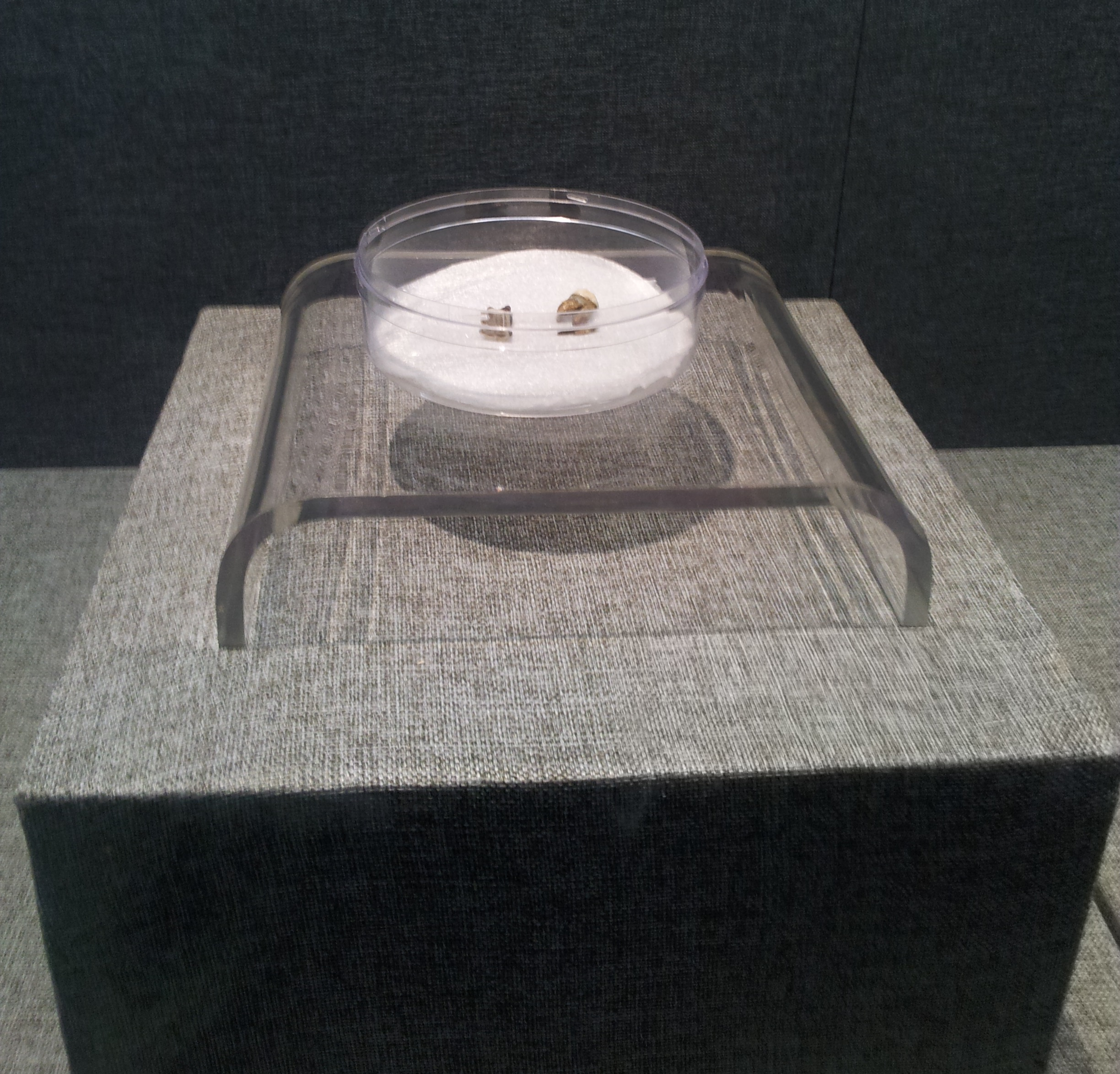
2014年拍摄，揚州博物館展出的隋煬帝仅剩的遺骨——兩枚牙齒

截至2016年，隋炀帝墓和萧后墓一共清理出墓志、玉器、铜器、陶器、漆器等珍贵文物400余件（套）。

#### 蹀躞金玉带
蹀躞金玉带是中国出土的唯一一套最完整的十三环蹀躞带，也是中国古代带具系统最高等级的实物。

#### 四件铜铺首
四件鎏金铜铺首，为雄狮造型，双目圆睁，通体鎏金，兽面直径26厘米，与唐大明宫遗址出土的铜铺首大小相近。铺首是装设在棺木上的饰件，以铜钉和铺首背部的长钉固定。隋炀帝墓中的棺木已经不存，但鎏金铜铺首出土于主墓室中，显然曾是装设于棺木上的。

#### 墓志

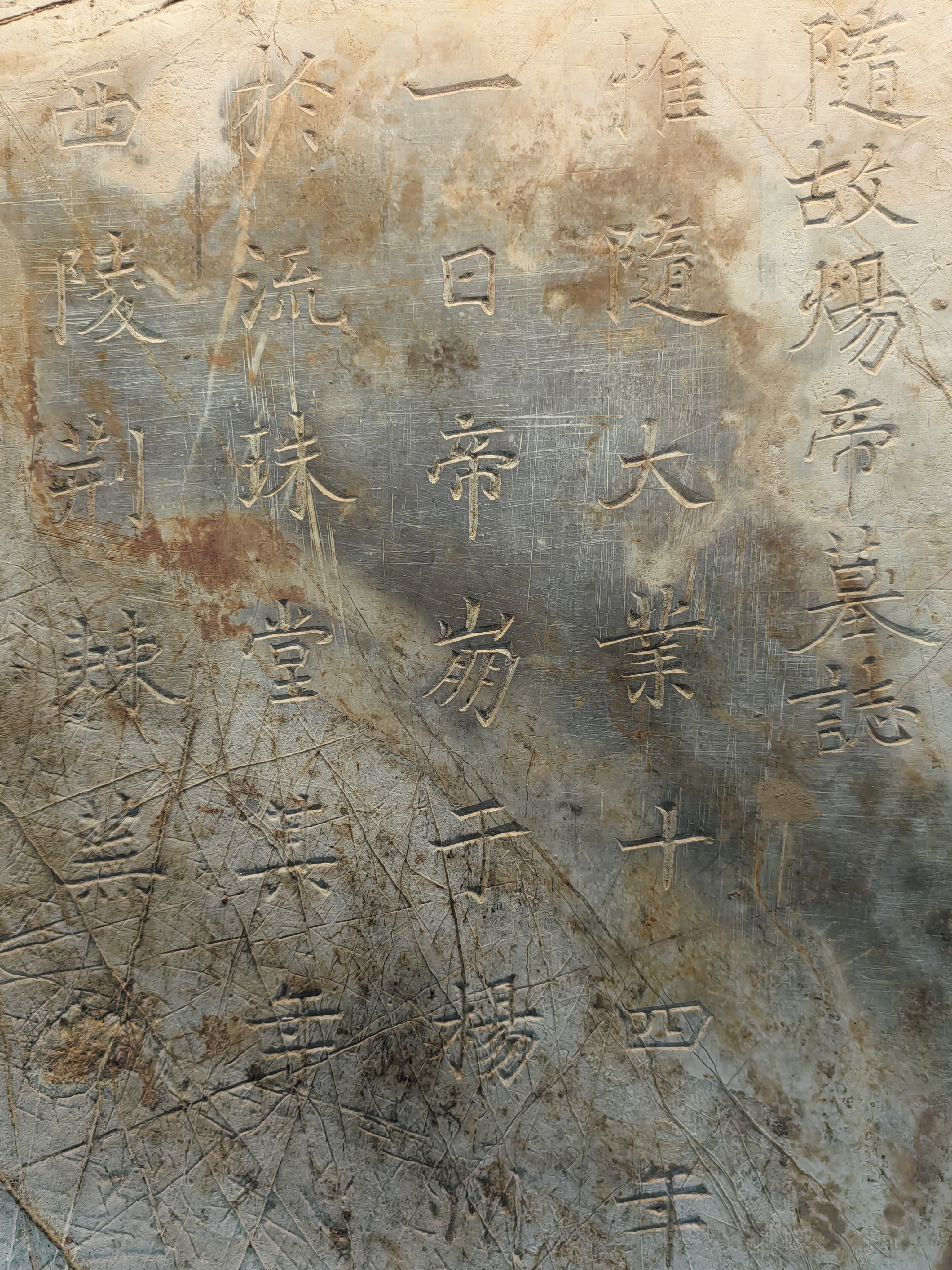
一部

隋炀帝墓内出土墓志一方，有盖，盝顶，志盖篆字。志身石灰岩质，风化严重，唯右上方保存良好。墓志虽然漫漶严重，但关键部分却得到保存。墓志上已识读出的志文为：“随故炀帝墓志、惟随大业十四年太岁……一日帝崩于扬州江都县……扵流珠堂其年八月……西陵荆棘芜……永异苍悟……贞观元年……朔……葬炀……礼也、方……”。

## 遗址公园

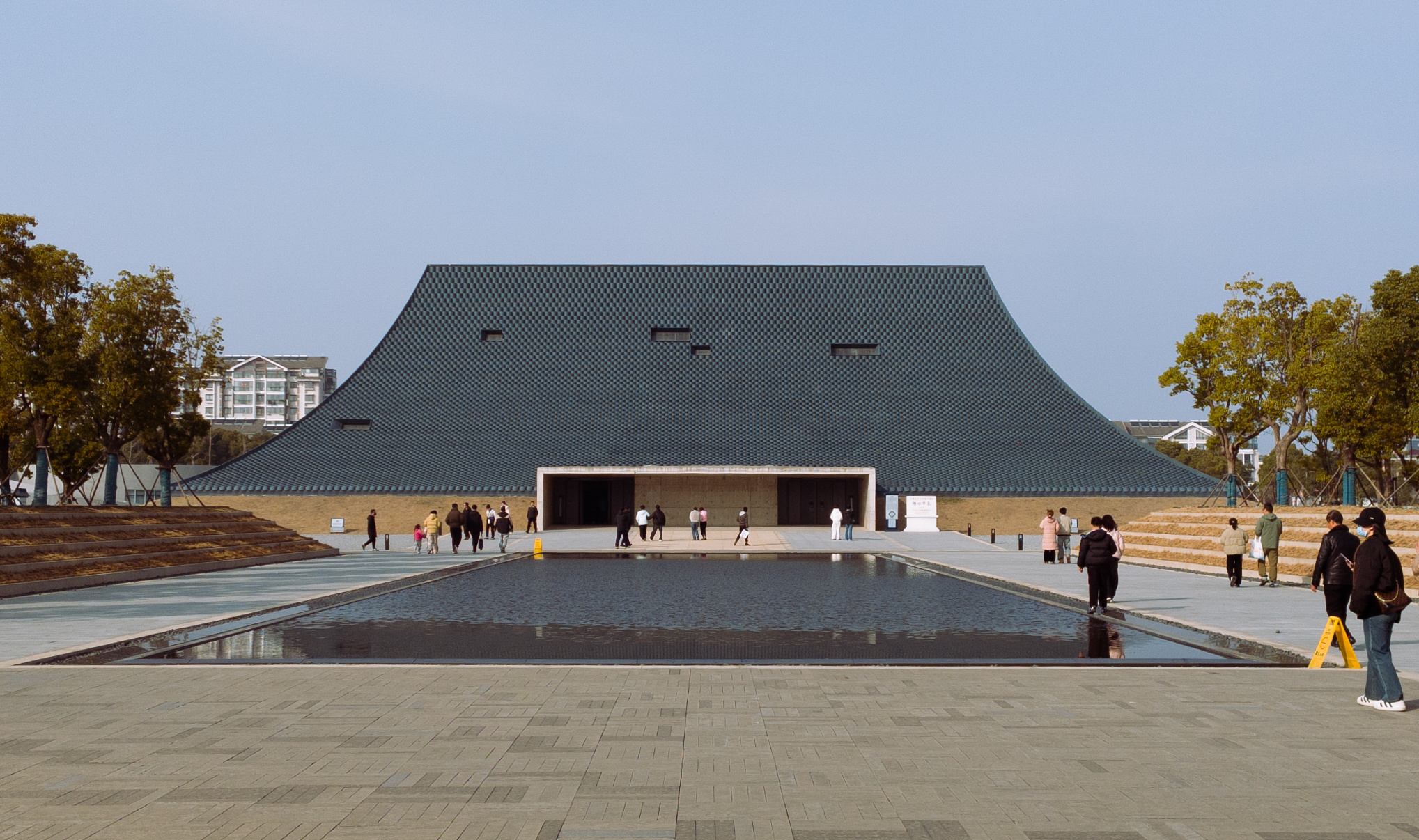
扬州隋炀帝陵遗址公园

2018年，扬州市人民政府批准在考古原址建设隋炀帝墓考古遗址公园。占地10.74公顷，总投资1.5亿元。该项目的重点工程是保护两座墓室的地下防渗漏工程，获国家文物局批准、立项通过。
2022年4月，国家发改委下达文化保护传承利用工程2022年中央预算内投资计划，隋炀帝墓考古遗址公园环境整治及景观塑造项目入列“国家重点文物保护和考古发掘”专项，获600万元中央预算内资金支持。《上游新闻》5月报道提及，隋炀帝考古遗址公园外部装饰装修已大部分完工。其建筑灵感来源于萧皇后的皇冠，由千吨钢柱“编织”成。扬州市文保部门预计在2022年10月，对外开放隋炀帝遗址公园。
2024年2月，扬州隋炀帝陵遗址公园建成并对外开放。